# Бермудський фунт
Бермудський фунт (англ. Bermudian pound) — колишня грошова одиниця британської заморської території Бермудські острови, що була в обігу до 1970 року, коли його замінив бермудський долар. За класифікацією ISO 4217 валюта мала код BMP, а знаком для позначення бермудського фунта був £.
Бермудський фунт ділився 4 крони або 20 шилінгів, або 240 пенсів і був  прирівняний до фунту стерлінгів. Монета номіналом в 1 крону (5 шилінгів) карбувалася зі срібла у 1959, 1964 роках.
Золотий вміст бермудського фунта за даними МВФ станом на 18 грудня 1946 року був 3,158134 грама чистого золота. Золотий вміст і паритет до долара США змінювався відповідно до змін курсу фунта стерлінгів.

## Монети

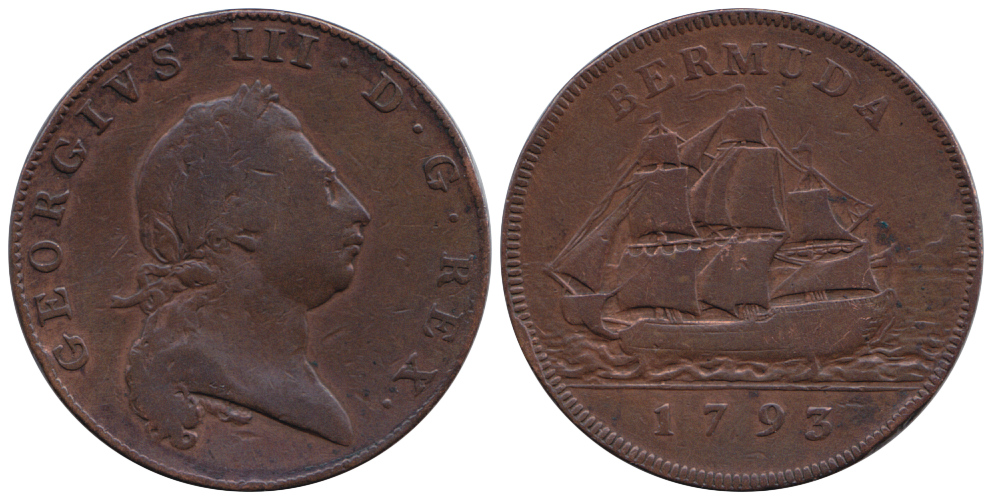
Пенні 1793 року.

Першими бермудськими грошима були так звані «hogge money», 2, 3, 6 пенсів і 1 шилінг монети, випущені між 1612 і 1624 роками. Їх назва походить від появи свині на лицьовій стороні. В цей час, Бермудські острови були відомі як острови Сомерс, на монетах з'являється ця назва. Наступні монети були випущені мідні пенси в 1793 році. Спеціальні срібні монети 1 крона (п'ять шилінгів) були випущені в 1959 році і знову в 1964 році. Ці пам'ятні монети  були схожі за зовнішнім виглядом до британської крони, але з вказуванням емітентом Бермудських островів на реверсі. Перший випуск має зображення карти острова, викарбувані з нагоди 350-річчя території. На другій монеті зображено герб Бермудських островів. Через зростання цін на дорогоцінні метали, викарбувана в 1964 році монета дещо менше в діаметрі ніж попередня, і вміст срібла було зменшено з 92,5% до 50%. Їх відповідні тиражі були 100 000 і 500 000 (30 000 монети «пруф»).

## Банкноти
У 1914 році уряд запровадив банкноти у 1 фунт. У 1920 році були введені банкноти 5 шилінгів, а потім в 1927 році 10 шилінгів, а у 1941 році 5 фунтів. Банкноти 5 шилінгів припинили друкувати в 1957 році. У 1964 році введені банкноти 10 фунтів. 